# Francesco Milito

Wappen von Francesco Milito

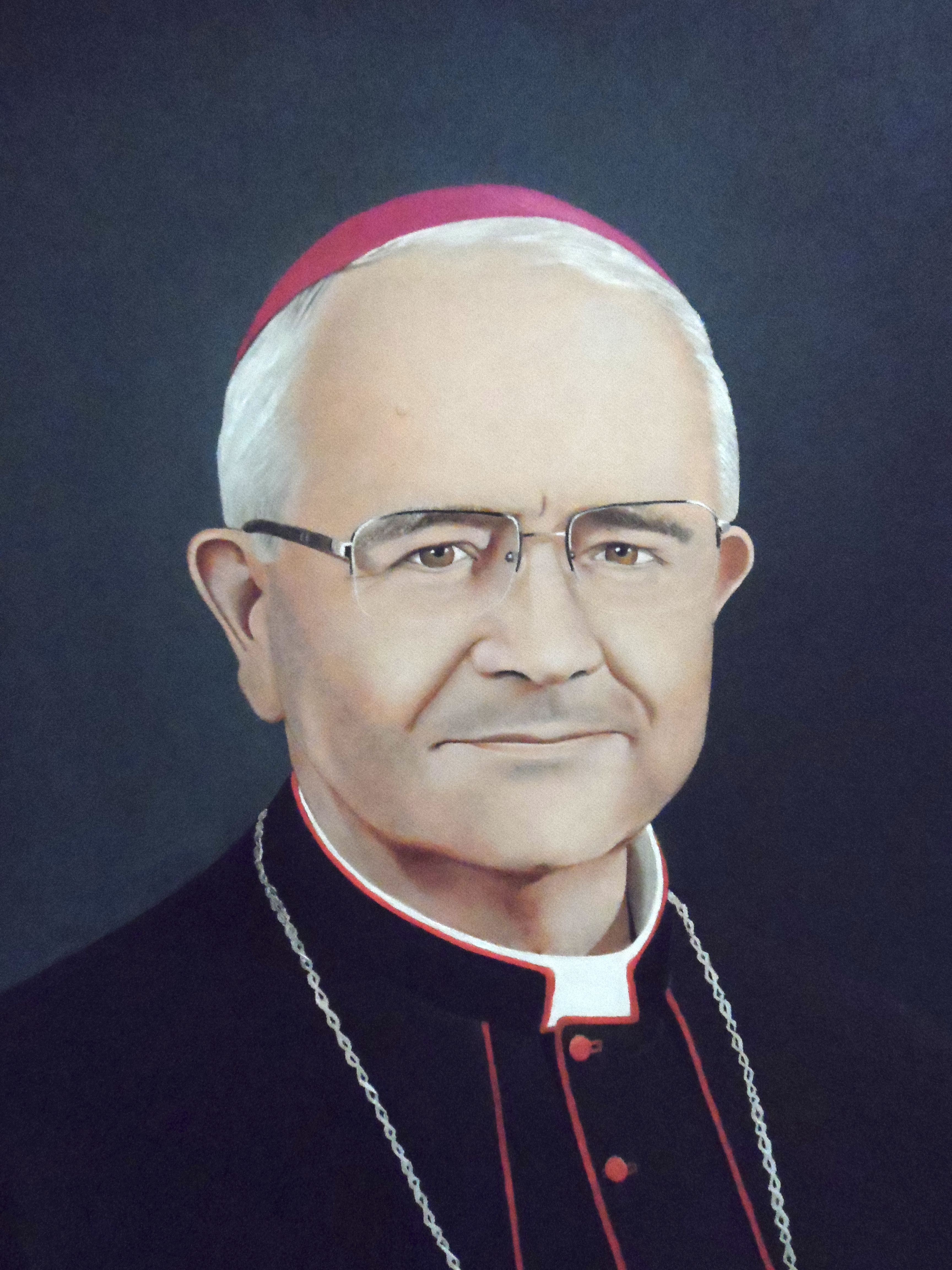
Bischof Francesco Milito

Francesco Milito (* 7. Juli 1948 in Rossano) ist ein italienischer römisch-katholischer Geistlicher und emeritierter Bischof von Oppido Mamertina-Palmi.

## Leben
Der Erzbischof von Rossano, Antonio Cantisani, weihte ihn am 12. August 1972 zum Priester. Er war von 1980 bis 1985 Rektor des Päpstlichen Theologischen Seminar „St. Pius X“ in Catanzaro.
Papst Benedikt XVI. ernannte ihn am 4. April 2012 zum Bischof von Oppido Mamertina-Palmi. Die Bischofsweihe spendete ihm der Erzbischof von Rossano-Cariati, Santo Marcianò, am 13. Mai desselben Jahres; Mitkonsekratoren waren die Vittorio Luigi Mondello, Erzbischof von Reggio Calabria-Bova, Salvatore Nunnari, Erzbischof von Cosenza-Bisignano, Antonio Cantisani, Alterzbischof von Catanzaro-Squillace, und Luciano Bux, Altbischof von Oppido Mamertina-Palmi. Als Wahlspruch wählte er Caritas Veritas Unitas.
Am 21. September 2023 nahm Papst Franziskus seinen altersbedingten Rücktritt an.